# Héctor Rial
José Héctor Rial Laguía ili jednostavnije Héctor Rial bio je nogometaš iz Argentine koji je najpoznatiji po svojim igrama za madridski Real. On je bio dio i ključna karika tima koji je pet puta za redom osvajao Kup prvaka. Za svoje karijere imao je mnogo klubova, a nastupao je u nacionalnim ligama zemalja kao što su Španjolska, Argentina, Kolumbija, Urugvaj, Francuska i Čile. Iako je bio Argentinac pet je puta nastupao za Španjolsku. 
Rial je započeo nogometnu karijeru 1947. u argentinskom San Lorenzu. Nakon dvije godine prelazi u Santa Fe. Potom se pridružuje urugvajskom Nacionalu, da bi se 1954. godine priključio Real Madridu. U Madridu se zadržao sedam godina i napravio iznimnu karijeru. Nakon odlaska iz Reala karijera mu je počela opadati i on je otišao u mirovinu 1964.

## Počasti

### Nacional
- Urugvajska nogometna liga (1): 1952.

### Real Madrid
- Kup prvaka (5): 1956., 1957., 1958., 1959., 1960
- Interkontinentalni kup (1): 1960.
- La Liga (4): 1955., 1957., 1958., 1961.

## Vanjske poveznice
- Futbol Factory profile
- Real Madrid profile